# (2852) Declercq
(2852) Declercq est un astéroïde de la ceinture principale.

## Description
(2852) Declercq est un astéroïde de la ceinture principale. Il fut découvert le 23 août 1981 à La Silla par Henri Debehogne. Il présente une orbite caractérisée par un demi-grand axe de 2,78 UA, une excentricité de 0,08 et une inclinaison de 1,7° par rapport à l'écliptique.

## Compléments